# Goniothalamus uvarioides
Goniothalamus uvarioides este o specie de plante din genul Goniothalamus, familia Annonaceae, descrisă de George King. Conform Catalogue of Life specia Goniothalamus uvarioides nu are subspecii cunoscute.